# Kleingebiet Püspökladány

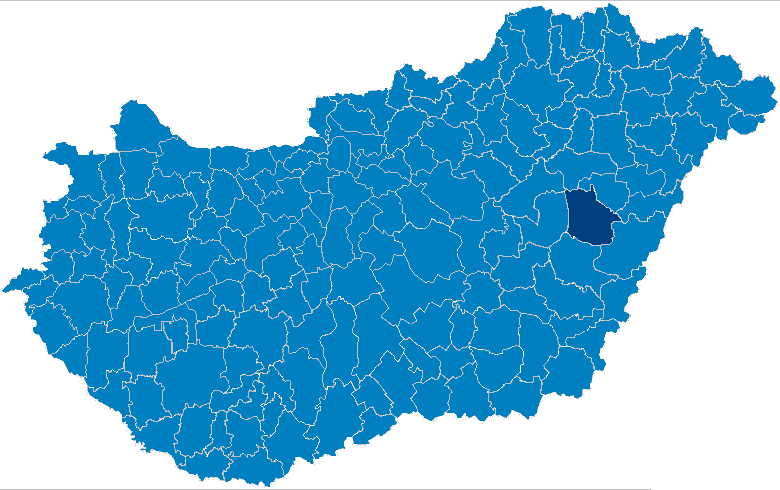
Lage des Kleingebietes Püspökladány in Ungarn

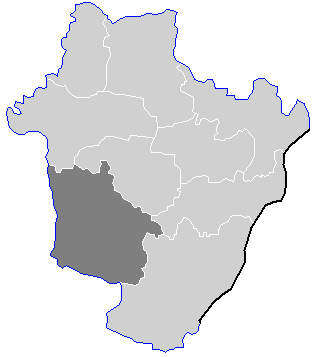
Lage des Kleingebietes im Komitat Hajdú-Bihar

Das Kleingebiet Püspökladány (ungarisch Püspökladányi kistérség) war bis Ende 2012 eine ungarische Verwaltungseinheit (LAU 1) im Südwesten des Komitats Hajdú-Bihar in der Nördlichen Großen Tiefebene. Anfang 2013 gelangten im Rahmen der Verwaltungsreform 12 der 13 Ortschaften in den nachfolgenden Kreis Püspökladány (ungarisch Püspökladányi járás), die Stadt Nádudvar wurde dem Kreis Hajdúszoboszló (ungarisch Hajdúszoboszlói járás) zugeordnet.
Ende 2012 lebten auf einer Fläche von 954,95 km² 49.764 Einwohner. Die Bevölkerungsdichte des zweitgrößten Kleingebiets lag mit 52 Einwohnern/km² unter der des Komitats.
Der Verwaltungssitz befand sich in der Stadt Püspökladány (15.008 Ew.). Nádudvar (8.887 Ew.) und Kaba (6.005 Ew.) besaßen ebenfalls das Stadtrecht. Földes, Sárrétudvari und Nagyrábé waren drei Großgemeinden (ungarisch nagyközség).

## Ortschaften
Folgende Ortschaften gehörten zum Kleingebiet:
| Báránd       | Bihardancsháza | Biharnagybajom | Bihartorda   | Földes |
| Kaba         | Nádudvar       | Nagyrábé       | Püspökladány | Sáp    |
| Sárrétudvari | Szerep         | Tetétlen       |              |        |